# 全俄铁道运输科学研究院

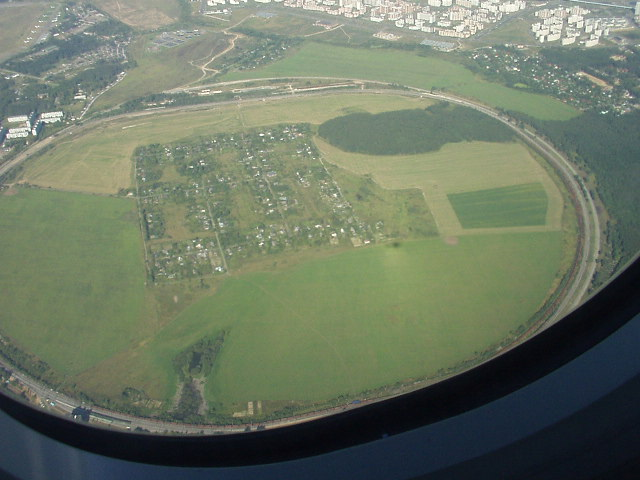
全俄铁道运输科学研究院位于莫斯科谢尔宾卡的环行铁道试验基地

全俄铁道运输科学研究院（俄语：Всероссийский научно-исследовательский институт железнодорожного транспорта，简称，是俄罗斯国内最主要的铁路运输科学技术研究中心，总部设于莫斯科，在叶卡捷琳堡、下诺夫哥罗德、別洛列琴斯克、伊尔库次克等地设有办事处和子公司，并在莫斯科市郊谢尔宾卡设有环行铁道装备试验中心。研究院前身为1918年成立的苏俄铁道试验所，1940年底改名为全苏铁道运输科学研究院（Всесоюзный научно-исследовательский институт железнодорожного транспорта），由苏联交通人民委员部直接管理。2008年，全俄铁道运输科学研究院改制为开放式股份公司，注册成立了铁道运输科学研究院股份公司（ОАО «ВНИИЖТ»），并成为俄罗斯铁路股份公司（РЖД）的子公司之一。

## 参看
- 全俄电力机车研究与设计院（ВЭлНИИ）
- 俄罗斯铁路股份公司
- 俄罗斯运输机械控股集团